# خیابان سعدی (شیراز)

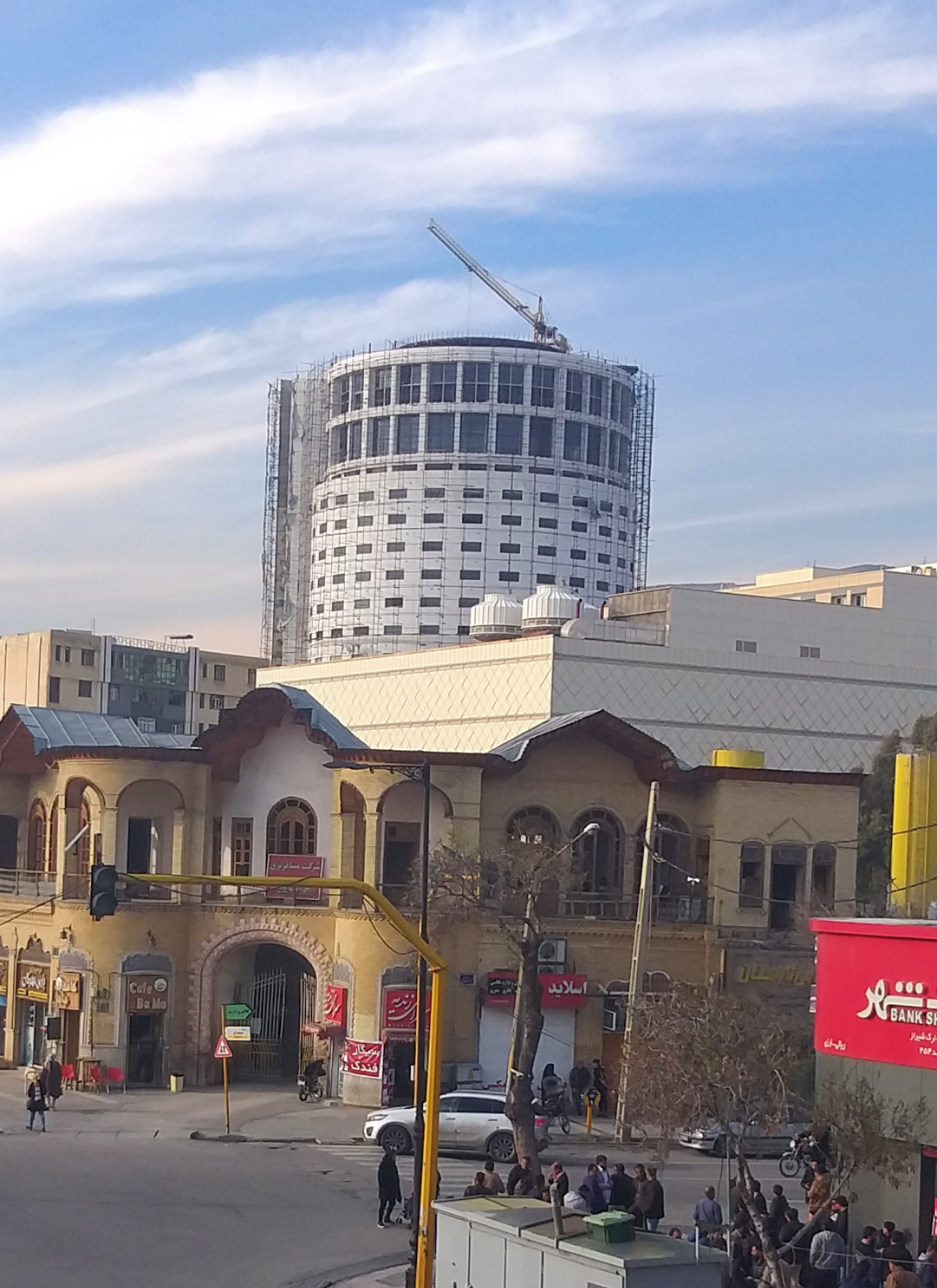
چهارراه زند و ابتدای خیابان سعدی

خیابان سعدی (فارسی: خیابان سعدی) خیابانی در مرکز شیراز، ایران است. در محل تقاطع این خیابان و خیابان توحید (داریوش) با بلوار کریم‌خان زند، چهارراه زند شکل گرفته‌است.

## مسیر
| از جنوب به شمال | از جنوب به شمال                         | از جنوب به شمال |
| --------------- | --------------------------------------- | --------------- |
| چهارراه زند     | بلوار کریم‌خان زند خیابان توحید (داریوش) |                 |
|                 | خیابان ایزدی                            |                 |
|                 | خیابان مکتبی                            |                 |
|                 | خیابان داوری                            |                 |
|                 | خیابان فردوسی                           |                 |
| از شمال به جنوب |                                         |                 |